# 備前長船兼光

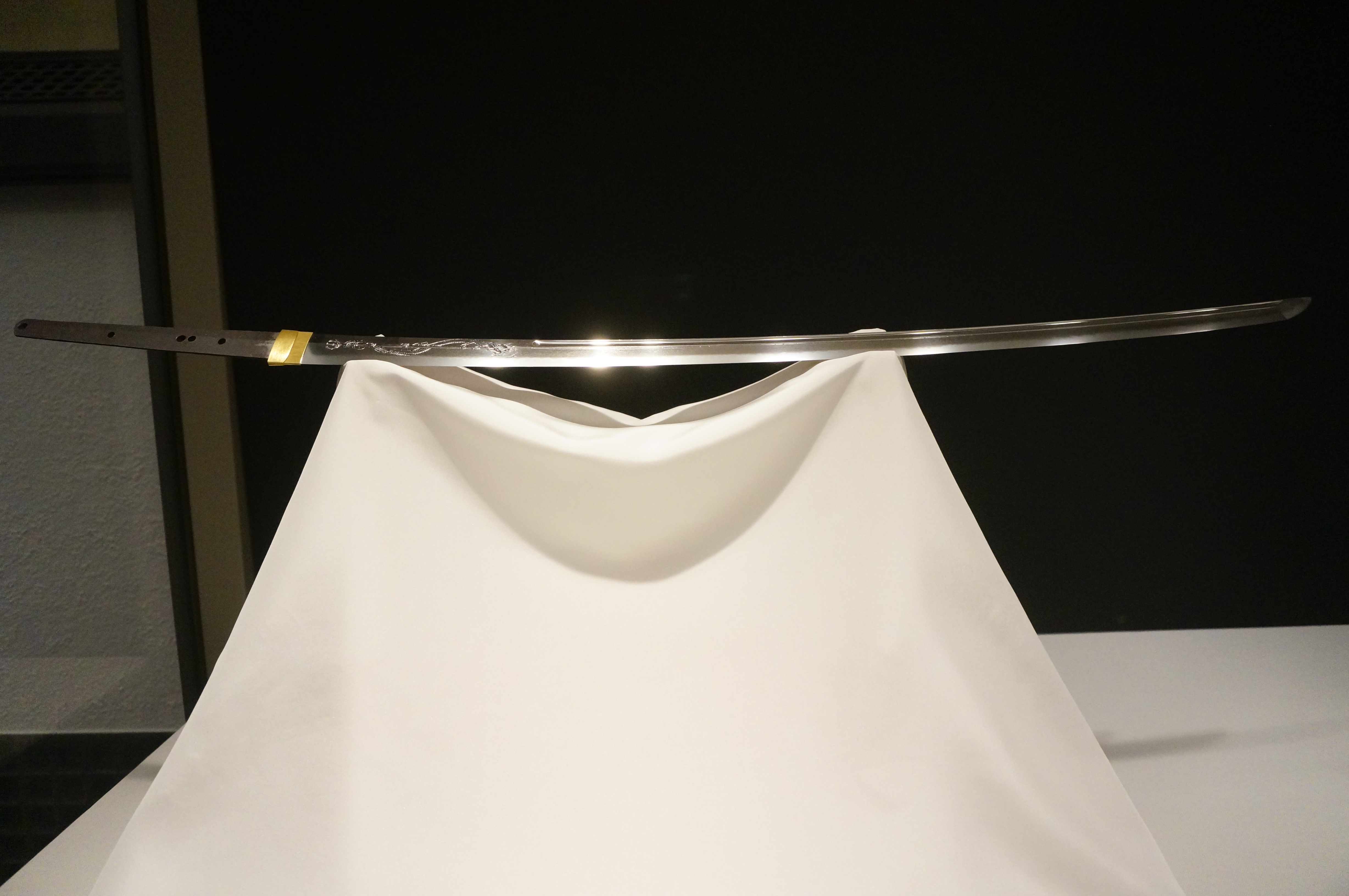
太刀 長船兼光 (名物 福島兼光) 14世紀、南北朝時代、東京国立博物館蔵、重要文化財

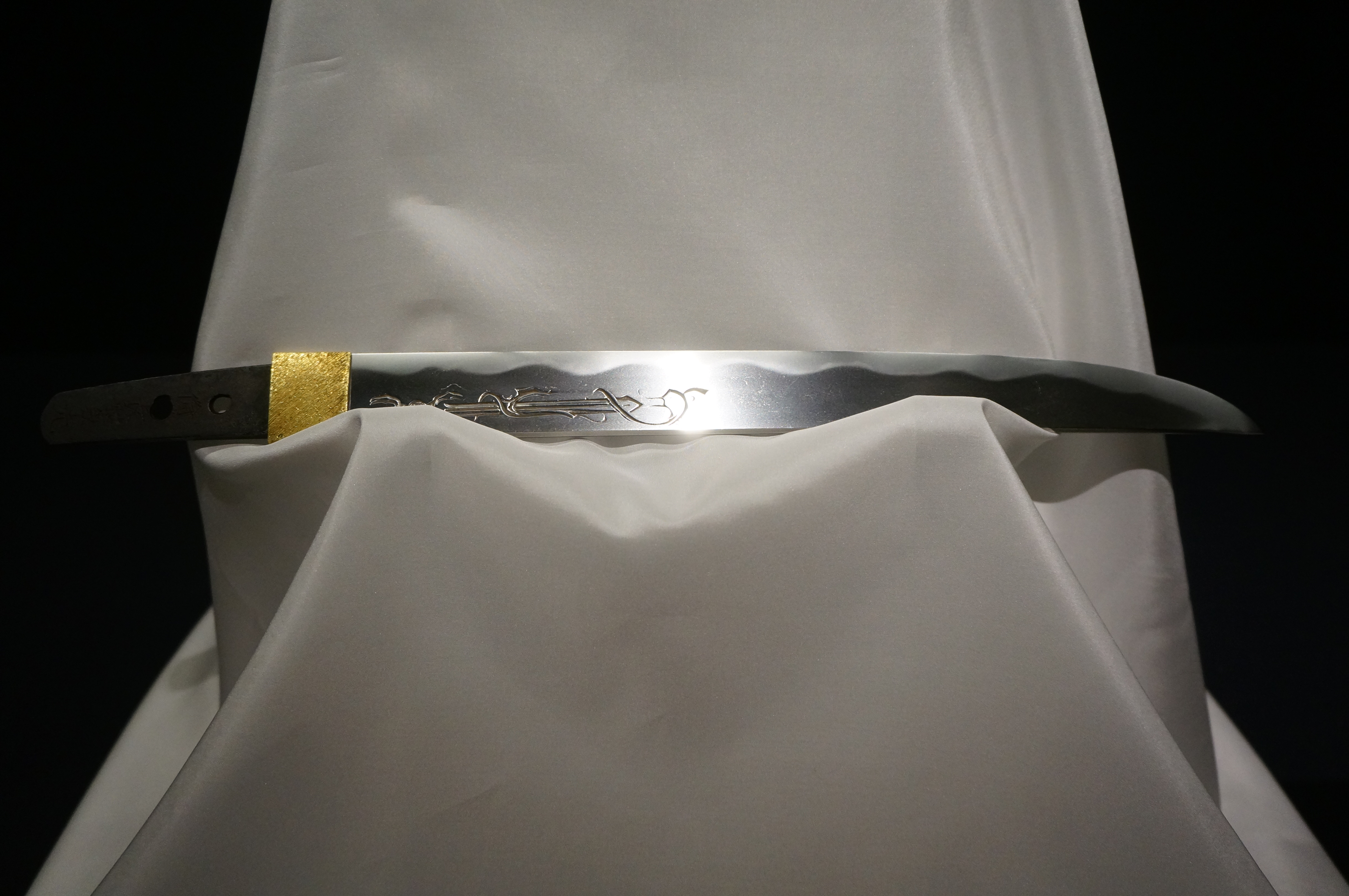
短刀 銘 備[州] 長船兼光 延文□年二月日、14世紀、南北朝時代、松平頼平子爵家伝来、特別重要刀剣

備前長船兼光（びぜんおさふねかねみつ）は、備前国に住した刀工（長船派）であり、備前長船兼光を称する刀工は四工存在する。しかし、一般には南北朝時代に活躍した刀工を指すことが多く、また室町時代の兼光の作刀はほとんど見られない。

## 備前長船兼光一覧
- 備前長船住兼光　文永年間(1264年-1275年)頃の人。岡崎五郎入道正宗の正宗十哲とされる。大業物20工の一。鉄砲切り、石切り、甲割り等の名作が多く、重要文化財指定の作刀がある。大兼光。[1]。通称「孫左衛門」。正宗の門人である点は年代的にみて疑問視する説もある[2]。

- 備前国長船兼光　延文年間（1356年-1361年）頃南北朝時代の人。長船長光の孫であり景光の子。左衛門尉。延文兼光と称される。最上大業物14工の一。重要文化財の作刀がある[3]。作風に幅があることから、この兼光には初代・二代があるとする説が古来唱えられていたが、現在では、同一刀工の作風の変化であって、一代限りとする説が有力とされる。元亨から応安にかけての年紀作があり、時代柄大太刀や寸延短刀など豪壮な作例が多く、初期には景光の作風に近く直刃や片落ち互の目など地味なものが多いが、次第にのたれに互の目がまじった華やかな刃文を焼くようになる。また、地鉄に「牡丹映り」と呼ばれる独特の映りが現れるものが多い。刀身に彫刻を施したものも多く見られる。上杉家には戦前まで3振りの生ぶ茎（うぶなかご）で延文年間の大太刀が伝わっていたが、うち1振り（延文2年8月、重要美術品）は戦後アメリカ軍に接収されたまま行方不明で、現在確認できるものは2振り（いずれも重要文化財）となっている。斬れ味に優れており「波遊ぎ兼光」や「鉋切り兼光」等の異名を持つ作刀も多い。室町幕府初代将軍足利尊氏の御用鍛冶だったとする説は室町時代から見え、能阿弥の『能阿弥本銘尽』（現存最古の写本は文明15年（1483年）成立）によれば、尊氏は京都へ上洛する途上、兼光を取り立て、屋敷を与えたという[4]。さらに近世以降登場した伝説では、建武の乱で九州落ちする尊氏を支援するため兼光が名刀を献上したとか（『備陽国志』）[4]、兼光が尊氏に献上した刀は甲冑をも両断する名刀「兜割り」であった（『備前軍記』）[5]などと物語られる。

- 備州長船兼光。応永年間（1394年-1428年）頃の人。三代兼光。重要美術刀の作刀がある[6]。
- 備前長船兼光　長禄年間（1457年-1461年）頃の人。重要刀の作刀がある[7]。
- 備前長船兼光　天文年間（1532年-1555年）頃の人。重要刀の作刀がある[8]。

通常、兼光という場合、前二者、特に最上大業物14工の兼光を指すことが多い。

## 作風
以下は二代兼光に関する記述である。
初期の作柄としては、景光が生み出した片落ち互の目（ぐのめ）、祖父長光に倣った丁子刃を焼き、帽子（切先の刃文）は湾（のた）れた小丸上がりの「三作帽子」となる。姿は鎌倉末期の太刀姿で身幅尋常である。
南北朝時代の延文頃から作風が一変し、大湾れ互の目乱れとなり、身幅広い3尺を越える大太刀を鍛える。また帽子は先が乱れて匂いで尖る「兼光帽子」へと変化した。

## 作品
重要文化財

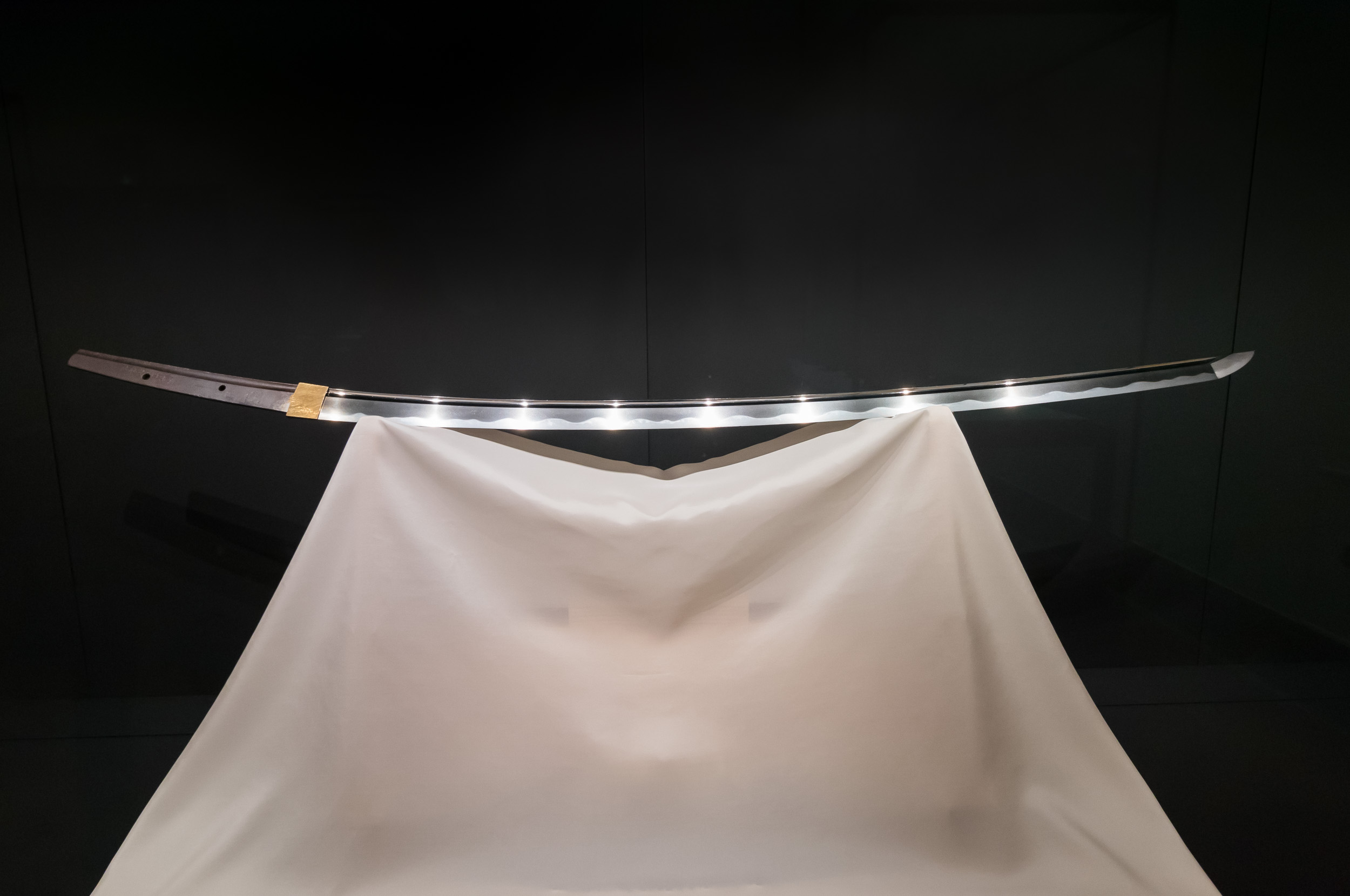
太刀 (大太刀） 銘備前国長船兼光 延文二二年二月日 南北朝時代の1359年、上杉家伝来、重要文化財、東京国立博物館蔵

- 太刀 銘備前国長船住兼光 元弘三年八月日（個人蔵）
- 太刀 銘備前国長船住兼光 建武二年七月日（個人蔵）
- 太刀 銘備前国長船兼光 建武三年丙子十二月日（今村兼光）（高知県立高知城歴史博物館）
- 太刀 銘備州長船住兼光 暦応二年正月日（三井記念美術館）
- 太刀 銘備州長船住兼光 観応□年八月日（名物福島兼光）（東京国立博物館）（前田家伝来）
- 太刀 銘備前国長船兼光 文和二二年乙□十二月日（号一国兼光）（高知県立高知城歴史博物館）
- 太刀 銘備前国長船兼光 延文元年十二月日（山形・蟹仙洞）1991年盗難
- 太刀 銘備州長船兼光 延文三年二月日（ふくやま美術館）上杉家伝来
- 太刀（大太刀） 銘備前国長船兼光 延文二二年二月日（東京国立博物館）上杉家伝来
- 太刀 銘備州長船住兼光（徳川美術館）
- 太刀 銘備州長船兼光（熱田神宮）
- 刀 金象嵌銘備前国兼光 本阿弥（花押）（名物大兼光）（佐野美術館）
- 短刀 銘備州長船住兼光（鳥取・大神山神社）

※銘記の「二二年」は「四年」の意。